# Missa Papae Francisci
La Missa Papae Francisci (Messa di papa Francesco, titolo completo: Missa papae Francisci. Anno ducentesimo a Societate restituta) è una composizione del musicista Ennio Morricone. L'opera, che come dice il titolo è dedicata a Bergoglio, fu commissionata dall'Ordine di Sant'Ignazio in occasione del bicentenario della ricostituzione della Compagnia di Gesù.
L'opus ha visto la sua prima esecuzione a Roma, presso la Chiesa del Gesù, il 10 giugno 2015. Scritta per doppio coro, organo e orchestra, alla prima l'organico era quello dell'Orchestra Roma Sinfonietta e del Nuovo Coro Lirico Sinfonico Romano - Coro Petrassi, con la partecipazione di alcuni elementi del Coro dell'Accademia di Santa Cecilia.
La composizione è stata  trasmessa l'11 giugno 2015, in prima serata, sul canale televisivo di ispirazione culturale Rai 5.

## Struttura
La messa è strutturata in sette movimenti: Introitus (Introduzione), Kyrie, Gloria, Alleluia, Sanctus, Agnus Dei e Finale.
La sezione introduttiva ha la particolarità di essere stata scritta in modo tale che sulle pagine della partitura si formi una croce: una linea affidata a corni, trombe e coro riproduce sulle pagine il braccio orizzontale della croce, mentre ad intervalli regolari di breve durata, interviene il resto dell'organico a formare il braccio verticale.
Nella sezione finale, Morricone ripropone per intero un pezzo della celebre colonna sonora del film Mission, composta da lui stesso. La scelta è mirata, in quanto il film si riallaccia all'opera attraverso i suoi protagonisti, i padri gesuiti.